# OPN4
OPN4 (англ. Opsin 4) – білок, який кодується однойменним геном, розташованим у людей на короткому плечі 10-ї хромосоми. Довжина поліпептидного ланцюга білка становить 478 амінокислот, а молекулярна маса — 52 635.
| 10         |  | 20         |  | 30         |  | 40         |  | 50         |
| ---------- |  | ---------- |  | ---------- |  | ---------- |  | ---------- |
| MNPPSGPRVP |  | PSPTQEPSCM |  | ATPAPPSWWD |  | SSQSSISSLG |  | RLPSISPTAP |
| GTWAAAWVPL |  | PTVDVPDHAH |  | YTLGTVILLV |  | GLTGMLGNLT |  | VIYTFCRSRS |
| LRTPANMFII |  | NLAVSDFLMS |  | FTQAPVFFTS |  | SLYKQWLFGE |  | TGCEFYAFCG |
| ALFGISSMIT |  | LTAIALDRYL |  | VITRPLATFG |  | VASKRRAAFV |  | LLGVWLYALA |
| WSLPPFFGWS |  | AYVPEGLLTS |  | CSWDYMSFTP |  | AVRAYTMLLC |  | CFVFFLPLLI |
| IIYCYIFIFR |  | AIRETGRALQ |  | TFGACKGNGE |  | SLWQRQRLQS |  | ECKMAKIMLL |
| VILLFVLSWA |  | PYSAVALVAF |  | AGYAHVLTPY |  | MSSVPAVIAK |  | ASAIHNPIIY |
| AITHPKYRVA |  | IAQHLPCLGV |  | LLGVSRRHSR |  | PYPSYRSTHR |  | STLTSHTSNL |
| SWISIRRRQE |  | SLGSESEVGW |  | THMEAAAVWG |  | AAQQANGRSL |  | YGQGLEDLEA |
| KAPPRPQGHE |  | AETPGKTKGL |  | IPSQDPRM   |  |            |  |            |

A: Аланін

C: Цистеїн

D: Аспарагінова кислота

E: Глутамінова кислота

F: Фенілаланін

G: Гліцин

H: Гістидин

I: Ізолейцин

K: Лізин

L: Лейцин

M: Метіонін

N: Аспарагін

P: Пролін

Q: Глутамін

R: Аргінін

S: Серин

T: Треонін

V: Валін

W: Триптофан

Кодований геном білок за функціями належить до рецепторів, g-білокспряжених рецепторів, білків внутрішньоклітинного сигналінгу. 
Задіяний у таких біологічних процесах, як біологічні ритми, альтернативний сплайсинг. 
Білок має сайт для зв'язування з хромофором. 
Локалізований у клітинній мембрані, мембрані.